# رسانه جاری
رسانهٔ جاری، استریم (به انگلیسی: streaming media) به آن دسته از محتوای چندرسانه‌ای گفته می‌شود؛ که هم‌زمان با ارسالش از طرف فرستندهٔ محتوا، توسط گیرندهٔ محتوا قابل نمایش است. به بیان دیگر، گیرندهٔ محتوا نیاز ندارد که ابتدا تمام محتوا را بارگیری کند تا بتواند آن را نمایش دهد، بلکه فرستنده می‌تواند محتوا را به صورت جاری ارسال کند، یا به اصطلاح «استریم» (به انگلیسی: stream) کند.
برخی انواع محتوا (نظیر کتاب یا سی‌دی) اصولاً نمی‌توانند جاری باشند (باید تمام محتوا موجود باشد تا بتوان آن را نمایش داد) و در مقابل برخی محتوا (نظیر برنامه‌های تلویزیونی) اصولاً همیشه جاری هستند. با این حال اصطلاح رسانهٔ جاری تنها از دههٔ ۱۹۹۰ میلادی رایج شد؛ چرا که در شبکه‌های اینترنتی، هر دو محتوای جاری و غیرجاری وجود داشت و اصطلاحی برای تمایز این دو لازم بود.
استریم زنده به محتوای اینترنتی گفته می‌شود که به صورت زنده و بی‌درنگ، در همان زمان که پخش می شود، دریافت می‌شود. مانند پخش زندهٔ تلویزیونی بر روی امواج و از طریق سیگنال تلویزیون. برای استریم زندهٔ اینترنتی به یک منبع (مانند دوربین ویدیویی، یک منبع صوتی، یا یک نرم‌افزار ثبت صفحهٔ نمایش رایانه) و یک رمزگذار (به انگلیسی: encoder) برای تبدیل محتویات آنالوگ به دیجیتال، یک منتشرکنندهٔ مدیا و یک CDN یا همان شبکهٔ تحویل مدیا برای انتشار و تحویل محتوا نیاز است. استریم زنده لزوماً نباید در جای مشخصی ضبط و نگهداری شود؛ اگرچه معمولاً می‌شود.